# Sol Niger Within
Sol Niger Within es el primer y el único disco solista del guitarrista de Meshuggah, Fredrik Thordendal. El disco fue lanzado en 1997 por la discográfica Ultimate Audio Entertainment.
El disco fue mezclado y lanzado nuevamente al mercado por Ultimate Audio Entertainment y Relapse Records en 1999 bajo el título "Sol Niger Within Version 3.33". Este relanzamiento contiene dos canciones inéditas, pero omite varias partes de la versión original. Existen, además, otros lanzamientos varios (léase más abajo).
La batería está ejecutada por Morgan Agren y los teclados por Mats Öberg, miembros del grupo musical sueco, quienes han tocado con Frank Zappa.
El álbum contiene muchas referencias a las obras de Meshuggah. La última pista, Tathagata, es técnicamente igual al final de la canción "Sublevels" del álbum de Meshuggah Destroy Erase Improve. Además, la pista "Sensorium Dei" contiene la letra de "Contradiction Collapses"

## Listado de Pistas
La siguiente lista trata de las pistas de la versión original de 1997:
1. 00:00 "The Beginning Of The End Of Extraction (Evolutional Slow Down)"
2. 01:36 "The Executive Furies Of The Robot Lord Of Death"
3. 03:04 "Descent To The Netherworld"
4. 03:34 "...Och Stjärnans Namn Var Malört"
5. 05:28 "Dante's Wild Inferno"
6. 06:27 "I, Galactus"
7. 07:56 "Skeletonization"
8. 08:11 "Sickness And Demoniacal Dreaming"
9. 09:17 "UFOria"
10. 09:56 "Z1-Reticuli"
11. 12:48 "Transmigration Of Souls"
12. 14:16 "In Reality All Is Void"
13. 14:46 "Krapp's Last Tape"
14. 16:02 "Through Fear We Are Unconscious"
15. 17:01 "Death At Both Ends"
16. 18:00 "Bouncing In A Bottomless Pit"
17. 19:14 "The Sun Door"
18. 20:46 "Painful Disruption"
19. 21:15 "Vitamin K Experience (A Homage To The Scientist/John Lilly)"
20. 22:12 "Cosmic Vagina Dentata Organ"
21. 26:55 "Sensorium Dei"
22. 30:37 "Magickal Theatre .33."
23. 32:27 "Z2-Reticuli"
24. 35:19 "De Profundis"
25. 35:49 "Existence Out Of Joint "
26. 37:03 "On A Crater's Verge"
27. 38:17 "Solarization"
28. 40:07 "The End Of The Beginning Of Contraction (Involutional Speed Up/Preparation For The Big Crunch)"
29. 40:23 "Tathagata"

## Créditos
- Mats Öberg: Órgano de iglesia y Sntetizadores (Partes 2 y 20).
- Jonas Knutsson: Saxofón (Partes 20, 23, 27 y 28)
- Jerry Ericsson: Bajo (Partes 10 y 23)
- Kantor Magnus Larsson: Órgano de iglesia (Parte 22)
- Victor Alneng: Yidaki (Parte 14)
- Morgan Ågren: Batería
- Marcus Persson: Gritos de Fondo
- Tomas Haake: Partes habladas
- Jennie Thordendal: Gallskrik
- Petter Marklund: Contribuciones en la letra
- Fredrik Thordendal: Guitarras, Bajo, Voces Principales, y Programación

- Datos: Q3140437